# Lovie Lee
Lovie Lee, geboren als Edward Lee Watson (Chattanooga (Tennessee), 17 maart 1909 – Chicago, 23 mei 1997), was een Amerikaanse zanger en pianist van de electric blues. Hij is vooral bekend van zijn werk bij Muddy Waters. In 1992 nam hij ook een soloalbum op. Hij was de adoptiestiefvader van de bluesman Carey Bell en dus de grootvader van Lurrie Bell.

## Biografie
Hij werd geboren als Edward Lee Watson in Chattanooga, Tennessee en groeide op in Meridian (Mississippi). Hij leerde zichzelf piano spelen en begon op te treden in verschillende kerken en op rodeo's en vaudeville-shows. Hij had de bijnaam Lovie al gekregen van een liefhebbende tante. Begin jaren 1950 vond hij een parttime baan bij The Swinging Cats. Bij de band speelde Carey Bell, die Lee onder zijn vaderlijke bescherming nam, en samen verhuisden ze in september 1956 naar Chicago. Lee werkte overdag in een houtbewerkingsfabriek en speelde vele jaren 's avonds in tal van bluesnachtclubs in Chicago, waaronder Porter's Lounge. Hij was in Chicago bekend om zijn bluespianospel. Later werkte hij als stoffeerder, maar hij hield zijn begeleidingsband de Sensationals bij elkaar.
Nadat hij gestopt was met het fulltime dagwerk, trad Lee in 1979 toe tot de band van Muddy Waters en verving hij Pinetop Perkins op de piano. Hij werd aan Muddy Waters aanbevolen door George 'Mojo' Buford, die met Lee in North Dakota had gewerkt. Lee bleef bij de band tot de dood van Muddy Waters in 1983 en keerde daarna terug naar de clubs in Chicago.
Lee maakte enkele privé-opnamen in 1984 en 1989 en dit werk en latere eigentijdse nummers werden uitgebracht als het album Good Candy (1992). Zijn begeleidende muzikanten voor het album waren onder meer Eddie Taylor, Odie Payne, Carey Bell en Lurrie Bell.

## Overlijden
Lovie Lee overleed in mei 1997 op 88-jarige leeftijd.

## Discografie
- 1980: Living Chicago Blues Vol. 3, Alligator Records
- 1992: Good Candy, Earwig Music Company[4]

- Bibliothèque nationale de France: cb14005928s (data)
- International Standard Name Identifier: 0000 0000 0093 8403
- MusicBrainz: 564adf11-78b9-4a40-90e7-9ee467b59776
- Virtual International Authority File: 42036994